# ルートヴィヒ・フォン・プロイセン
ルートヴィヒ・フォン・プロイセン（Ludwig von Preußen, 1773年11月5日 - 1796年12月28日）は、プロイセン王国の王族。全名はフリードリヒ・ルートヴィヒ・カール（Friedrich Ludwig Karl）で、しばしばルイ（Louis）と呼ばれる。フリードリヒ・ヴィルヘルム2世の次男で、フリードリヒ・ヴィルヘルム3世の弟。

## 生涯
ルートヴィヒは1773年11月5日、フリードリヒ・ヴィルヘルム2世（当時王太子）とその2番目の妃であったヘッセン＝ダルムシュタット方伯ルートヴィヒ9世の娘フリーデリケ（1751年 - 1805年）の間の第3子としてポツダムで生まれた。彼は1793年12月26日にメクレンブルク＝シュトレーリッツ大公カール2世の娘フリーデリケとベルリンで結婚した（その2日前にルートヴィヒの兄フリードリヒ・ヴィルヘルム3世とフリーデリケの姉ルイーゼが結婚している）。フリーデリケとの間には以下の2男1女が生まれたが、ルートヴィヒは1796年12月28日にジフテリアに罹患してベルリンで急死した。

## 子女
- フリードリヒ・ヴィルヘルム・ルートヴィヒ（1794年 - 1863年）
- フリードリヒ・ヴィルヘルム・カール・ゲオルク（1795年 - 1798年）
- フリーデリケ・ヴィルヘルミーナ・ルイーゼ・アメーリア（1796年 - 1850年） - アンハルト＝デッサウ公レオポルト4世妃